# Rintis (Silangkitang)
Rintis is een bestuurslaag in het regentschap Labuhan Batu Selatan van de provincie Noord-Sumatra, Indonesië. Rintis telt 4690 inwoners (volkstelling 2010).